# Bruno Aprea
Bruno Aprea (1941) è un direttore d'orchestra, pianista e direttore artistico italiano.

## Biografia
Ha iniziato lo studio del pianoforte con il padre Tito Aprea, al Conservatorio di Santa Cecilia a Roma, e ha debuttato come pianista.
Dopo aver suonato, sia in recital per pianoforte solo che come solista in concerti per pianoforte e orchestra, in Italia e in diversi paesi europei, nel 1968 ha suonato, assieme al padre, nel concerto per due pianoforti di Mozart con l'Orchestra della Rai di Roma diretta da Sergiu Celibidache. La registrazione è stata poi pubblicata su disco dalla Fonit Cetra.
Intorno alla fine degli anni 1960 ha studiato direzione d'orchestra con Franco Ferrara pur continuando nella sua attività di pianista. Nel 1970 ha debuttato come direttore al Festival dei Due Mondi di Spoleto iniziando la sua nuova attività che lo ha portato a lasciare quella di pianista. Come direttore d'orchestra si è esibito in Europa, Stati Uniti, Sudamerica e Sudafrica. Ha vinto nel 1977 il premio Koussevitzky negli Stati Uniti.
È stato direttore artistico e stabile della Palm Beach Opera dal 2005 al 2012.
La sua attività lo ha visto prodursi sia nel campo della musica sinfonica che in quello dell'opera lirica.

## Vita privata
Ha tre figli: Gaia Aprea (attrice), David Aprea, e Ruben Aprea.